# شهرستان میشلنیتسه
شهرستان میشلنیتسه (به لهستانی: Powiat Myślenice) یک شهرستان در لهستان است که در استان لهستان کوچک‌تر واقع شده‌است. شهرستان میشلنیتسه ۶۷۳٫۳ کیلومتر مربع مساحت و ۱۱۶٬۷۹۳ نفر جمعیت دارد.